# Antoni Maura i Montaner
Antoni Maura i Montaner   (Palma, 2 de maig de 1853 - Torrelodones, 13 de desembre de 1925) va ser un advocat i polític mallorquí. Protagonista d'una destacada i controvertida carrera política, president del Consell de Ministres cinc vegades durant el regnat d'Alfons XIII; entre 1903 i 1904, entre 1907 i 1909 –el govern llarg d'Antoni Maura–, el 1918, el 1919 i entre 1921 i 1922. Maura, que fins al 1902 –any d'ingrés al Partit Conservador– va pertànyer a la facció del seu cunyat Germán Gamazo, del Partit Liberal, fou també ministre d'Ultramar entre el 1892 i el 1894, ministre de Gràcia i Justícia entre el 1894 i el 1895 i ministre de Governació entre el 1902 i el 1903. Identificat amb el regeneracionisme i la necessitat d'efectuar una reforma del sistema polític de la Restauració, les seves primeres intervencions públiques van tenir com a marc la dissidència liberal i la crítica de la política conservadora.
Va propugnar en els seus dos primers governs una «revolució des de dalt» que tractaria de regenerar les institucions i combatre l'oligarquia i el caciquisme. El seu «govern llarg» (1907-1909) va ser fèrtil en la formulació de noves lleis i mesures. Tanmateix va caure en descrèdit després de la Setmana Tràgica de 1909, quan el rei el va destituir. El 1913 va abandonar el lideratge del Partit Conservador, amb el que es va trencar la unitat del partit. Tornaria a la presidència del consell de ministres els anys previs a la dictadura de Primo de Rivera com a cap de tres efímers governs de concentració.
Va ser membre de la Reial Acadèmia Espanyola des del 1903 i va dirigir la institució des del 1913 fins a la seva defunció.

## Biografia

### Primers anys

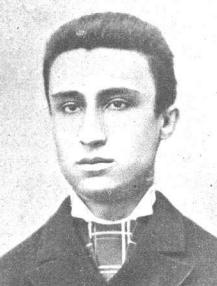
Antoni Maura als 20 anys.

Va néixer el 2 de maig de 1853 a Palma, va estudiar el Batxillerat en l'institut d'ensenyament mitjà de Palma. Es va traslladar a Madrid a estudiar Dret en plena efervescència revolucionària de La Gloriosa l'any 1868. Encara que Maura estava interessat inicialment en una carrera de Ciències, després de disposar-se un nou pla d'estudis que permetia acabar la carrera de Lleis en tres anys en la Universitat Central, es va matricular en Dret.
Maura va ser objecte de burla per part dels estudiants universitaris que es burlaven de la seva dicció en castellà amb accent mallorquí; no obstant això, es va fer amic de dos joves, Honorio i Trifinio, germans petits de l'advocat Germán Gamazo, home de lleis que arribaria a ser diputat i ministre i que tutelaria l'entrada de Maura en política. Quan Antoni es va llicenciar el 1871 va entrar a treballar al bufet de Gamazo. Maura, que havia desenvolupat una notable relació amb la família Gamazo després que els germans Trifinio i Honorio el presentessin a la llar familiar, es va casar amb una germana de l'advocat, Constancia Gamazo, el 1878, matrimoni que facilitaria la seva entrada al sistema polític de la Restauració.

### Polític del Partit Liberal (1881-1902)
El 1881, a l'edat de 26 anys, Antoni Maura va ser elegit diputat a les Corts per Palma dins de les files del Partit Liberal Fusionista. El seu cunyat, Germán Gamazo, l'havia introduït en els afers de la política i a partir d'aquest moment Maura va passar a engrossir les llistes liberals.

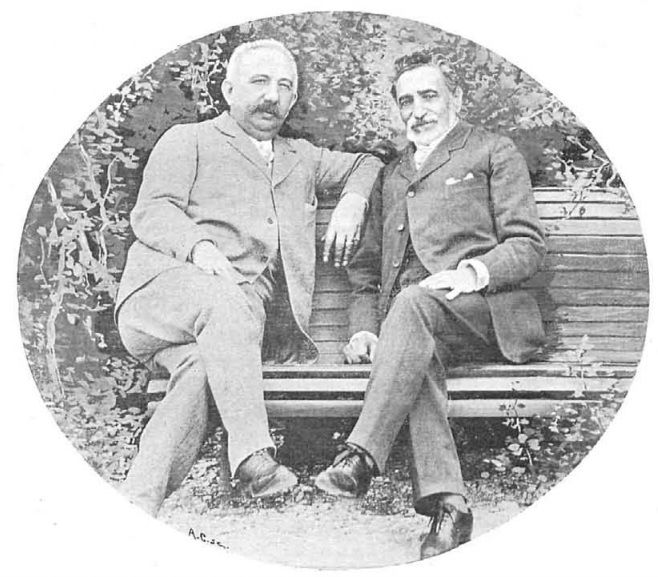
Gamazo i Sagasta; Germán Gamazo fou qui va introduir Maura en el Partit Liberal, liderat per Sagasta.

Designat Ministre d'Ultramar al govern liberal de Sagasta entre l'11 de desembre de 1892 i el 12 de març de 1894, va pretendre desenvolupar un projecte d'autonomia per a Cuba i Puerto Rico com a mitjà per a neutralitzar pacíficament el moviment independentista, reforçant el poder d'una diputació única i dels alcaldes, però l'oposició dels conservadors i d'un ample sector dels propis liberals (inclòs el mateix Sagasta) va fer fracassar el projecte i va forçar la seva dimissió i el seu allunyament temporal del primer pla de la vida política, fins que el 1895 es va fer càrrec del Ministeri de Gràcia i Justícia al govern de Sagasta. Va ocupar el càrrec entre el 4 del novembre de 1894 i el 23 de març de 1895; com a titular de Gracia i Justícia va defensar la seva proposta de reforma descentralitzadora com el mètode per evitar la independència de l'illa de Cuba.
Ja a l'oposició, durant l'últim Govern conservador de Cánovas del Castillo —assassinat el 1897—, la decepció de Maura va avançar amb el Partit Liberal, que va veure incapaç d'afrontar les mesures dràstiques de canvi necessàries. La crisi del 98 va allunyar encara més Gamazo i Maura del partit dirigit per Sagasta; la tardor de 1898 el sector gamacista, amb 87 escons, es va escindir del grup liberal, buscant destruir la majoria amb la que comptava el partit de Sagasta i provocar una crisi parlamentària.

### Entrada al Partit Conservador (1902-1903)

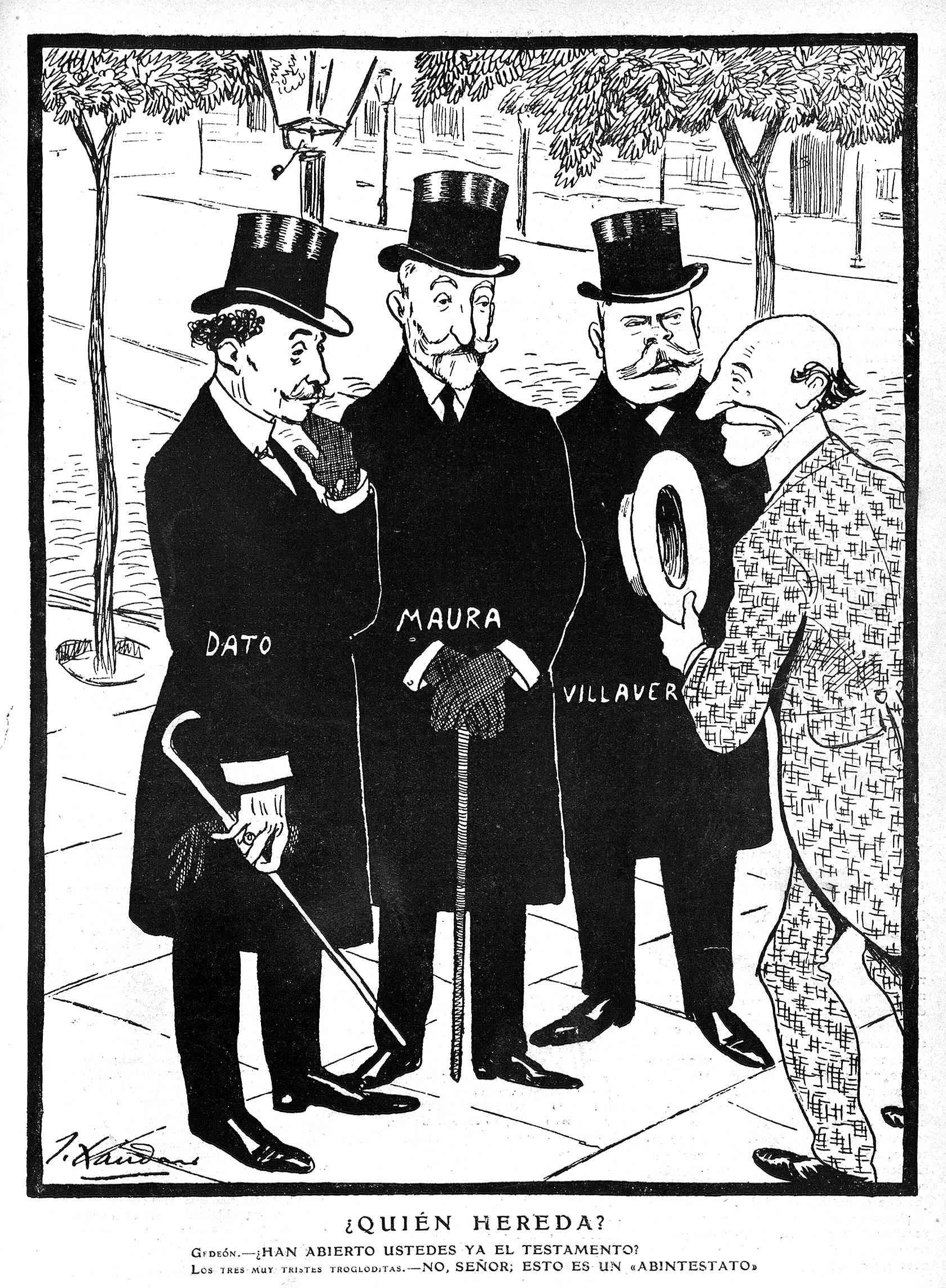
¿Quién hereda? Caricatura de Maura junt a Raimundo Fernández Villaverde i Eduardo Dato e Iradier per Xaudaró, publicada el 1905 a Gedeón.

La crisi de 1898 va representar un punt d'inflexió en la seva trajectòria personal i política, i el germen d'una de les claus del seu ideari: la necessitat d'enfortir la presència del poble en la vida política.
L'erradicació del caciquisme i dels abusos de l'oligarquia van figurar com a objectius prioritaris del seu projecte de dignificació de la política espanyola. Les seves propostes regeneracionistes es van apropar en gran manera al programa dissident del nou conservadorisme de Francisco Silvela. En centrar el seu interès en el funcionament polític de la monarquia, amb els límits presents en les bases legals del règim establert, el seu projecte va resultar compatible amb l'alternativa de sanejament polític proposada pels conservadors.
Després de la mort de Germán Gamazo el 1901, Maura va assumir la direcció del seu grup liberal dissident, Aleshores el dirigent conservador era Silvela que s'havia fet amb el grup després de l'assassinat de Cánovas i que havia liderat en 1899 un govern de Regeneració Nacional.
El 1902 els antics liberals gamacistas liderats per Maura es van fusionar amb les files conservadores de Silvela; el mateix Maura va entrar a militar en el Partit Conservador el 1902. Maura es va fer càrrec de la cartera de Governació entre el 6 de desembre de 1902 i el 20 de juliol de 1903 en un Govern Silvela. Durant el seu mandat, va dur a terme un programa de reformes del cos policial; va procedir a crear també l'Institut de Reformes Socials a partir de la comissió homònima per reial decret de 23 d'abril de 1903 i la llei de Bases de Reforma de l'Administració Local.
La postura presa de Maura com a responsable de les eleccions de no procedir a intervenir les urnes als comicis del 1903, en aplicació conforme al seu projecte de sanejament de la política espanyola i de mobilització política del país, va donar lloc a un dels processos electorals més nets de la Restauració. Amb l'excepció de les principals ciutats, on van triomfar candidatures republicanes, no va poder impedir la manipulació dels resultats electorals en la resta d'Espanya. A l'octubre de 1903 va succeir Francisco Silvela al capdavant del Partit Conservador quan aquest va deixar el càrrec; al novembre de 1903 va ingressar com a acadèmic de la Reial Acadèmia Espanyola i el 5 de desembre va esdevenir el nou president del Consell de Ministres en substitució del també conservador Raimundo Fernández Villaverde.

### Primer govern (1903-1904)
El govern d'Antoni Maura durà poc més d'un any, fins al 16 de desembre de 1904.

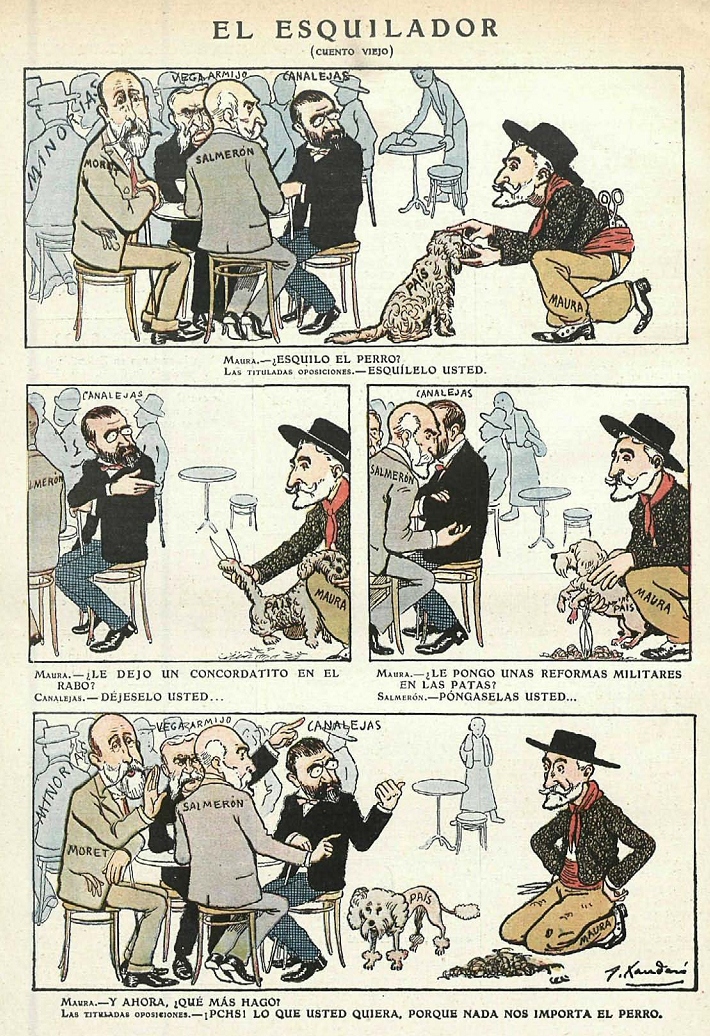
El esquilador, il·lustració de Joaquim Xaudaró i Echau on representa Antoni Maura i l'oposició, encarnada en Canalejas, Salmerón, el Marquès de la Vega de Armijo i Moret, publicada en juliol de 1904 a Gedeón.

La visita a Barcelona d'Alfons XIII el 1904, propiciada per Maura, va obrir les línies de col·laboració del govern reformista conservador amb el sector més conservador de la Lliga Regionalista agrupat al voltant de Francesc Cambó. El 12 d'abril Maura va ser víctima a Barcelona d'un intent d'atemptat perpetrat per l'anarquista Joaquim Miguel Artal, qui va cridar als presents «ja ho veus, Germinal» després d'executar l'acte; Maura va sortir del tràngol amb una ferida lleu per apunyalament.

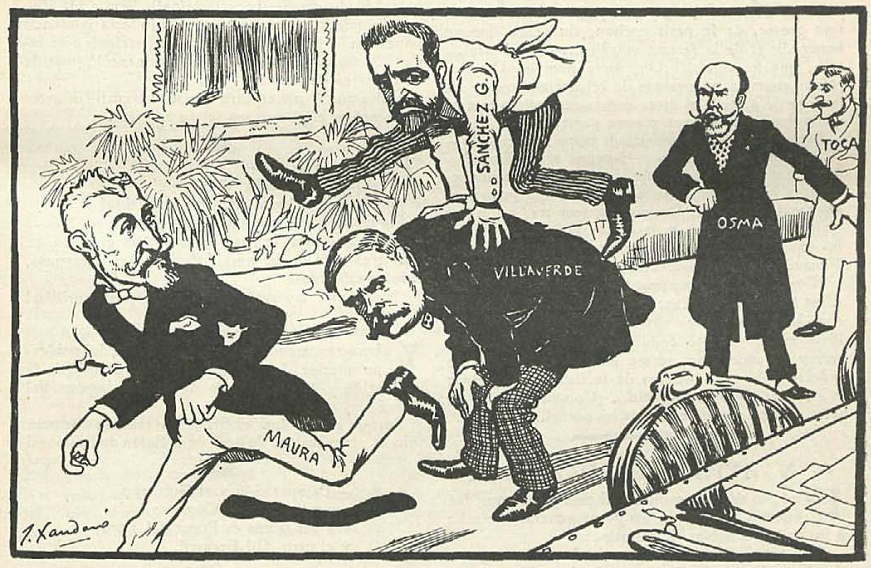
Maura, a l'esquerra, en una caricatura junt a Raimundo Fernández Villaverde, José Sánchez Guerra y Martínez i Guillermo de Osma.

Quant a política internacional, amb els acords sobre el Marroc amb França i el Regne Unit el 1904 van reeixir que aquests dos últims països i Espanya es comprometessin al manteniment del statu quo a l'Estret. A l'hora d'enfocar les negociacions hispano-franceses sobre el Marroc, Maura va apostar per una línia continuista amb la duta a terme per Silvela i Sagasta. També el 1904 va haver de bregar amb la «qüestió Nozaleda», quan Bernardino Nozaleda —antic arquebisbe de Manila qüestionat pel seu paper durant la pèrdua de les Filipines— va ser proposat com a arquebisbe de València pel seu govern; això li va costar a Maura crítiques de l'oposició. El religiós va renunciar. Finalment el govern Maura va negociar aquest any els termes per a la revisió del concordat amb la Santa Seu, pel qual les negociacions ja havien començat el 1901.
El primer gabinet de Maura va caure al desembre a conseqüència de la negativa d'Alfons XIII a signar el nomenament del general Loño com a cap de l'Estat Major Central de l'Exèrcit, ja que el rei preferia al general Polavieja per complaure a la seva mare Maria Cristina. El govern es va negar a aquesta possibilitat, Maura va dimitir i va ser substituït pel general Azcárraga.

### Segon govern (1907-1909)
Activitat legislativa
Després d'una etapa a l'oposició, el 25 de gener de 1907 va formar un nou gabinet. Va tenir entre els seus objectius la descentralització administrativa. A aquest govern se'l va acabar coneixent com el Govern Llarg i, si bé va durar només poc més de dos anys, va ser molt fecund en programes legislatius. Maura va crear l'Institut Nacional de Previsió per llei de febrer de 1908, institució encarregada de la seguretat social. També es deu al govern de Maura la Llei de protecció de les indústries de 1907. Va tornar al Congrés amb el seu projecte de reforma de la Llei d'Administració Local. Cuenca Toribio també esmenta els assoliments legislatius del govern Maura en organització naval, tràfic de blanques, llei electoral, policia i corregudes de toros. El 1908 va enviar al parlament un nou projecte de Llei Antiterrorista fortament criticat des de l'esquerra, que el considerava contrari als drets fonamentals de la Constitució de 1876; la llei, que no es va aprovar, hauria permès al poder executiu tancar periòdics i expatriar nacionals condiderats com aficionats del pensament anarquista. No obstant això, malgrat aquestes mesures, Maura no va reeixir completar el seu projecte de regeneració.
Setmana tràgica

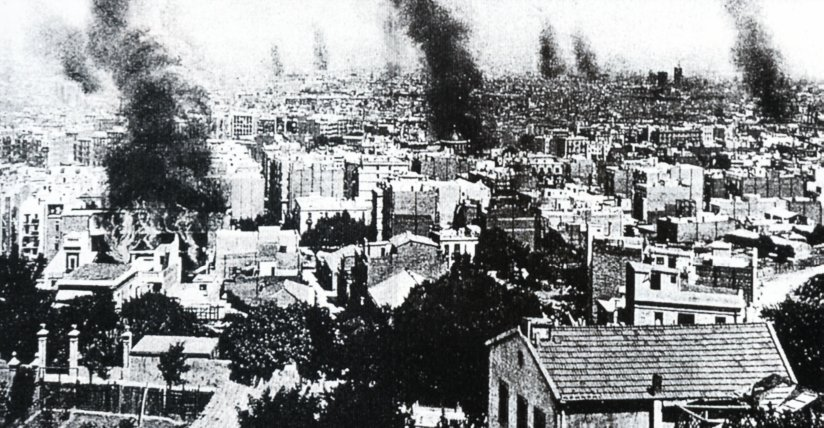
Els fets de la Setmana Tràgica van comportar la pèrdua de confiança d'Alfons XIII en Maura.

Maura, que al març de 1909 havia estat objecte d'una campanya en contra promoguda per Joan Sol i Ortega —l'anomenada «campanya de la moralitat»—, va haver de tractar aquest any amb la persistència del conflicte bèl·lic al nord del Marroc —la guerra de Melilla— després del Desastre del Barranc del Llop (juliol de 1909). La decisió, qualificada com a «maldestra» per Sebastian Balfour, de Maura d'obligar a incorporar-se a files dels reservistes va ser l'origen dels disturbis que van esclatar a Barcelona durant la Setmana Tràgica; el govern Maura va dur a terme una cruel repressió amb la finalitat de controlar la insurrecció. Aquests esdeveniments van portar com a conseqüència la pèrdua de confiança del monarca i l'extensió des de Barcelona a la resta d'Espanya del crit de protesta «Maura no!». Maura li va presentar al rei la dimissió, esperant que el monarca la rebutgés. No obstant això, el rei no va ratificar la seva confiança en el polític mallorquí i va acceptar la seva dimissió, encomanant la formació d'un nou govern al liberal Segismundo Moret.

### Allunyament temporal de la política
«Hem arribat a considerar que abans que la seva senyoria pugi al poder, hem d'arribar a l'atemptat personal.»  
Maura va passar a l'oposició i el fracàs del seu projecte regeneracionista conservador va donar pas a un nou intent regeneracionista conduït aquesta vegada des del Partit Liberal, el de José Canalejas y Méndez. En sessió parlamentària de 9 de juliol de 1910 —quan es tractava l'assumpte de l'execució a l'octubre de 1909 del pedagog anarquista Francesc Ferrer Guàrdia després dels esdeveniments de la Setmana Tràgica de juliol— Maura va ser objectiu d'un discurs del líder socialista Pablo Iglesias, on esmentava la disposició dels seus amics a l'«atemptat personal» per evitar que Maura tornés al poder.

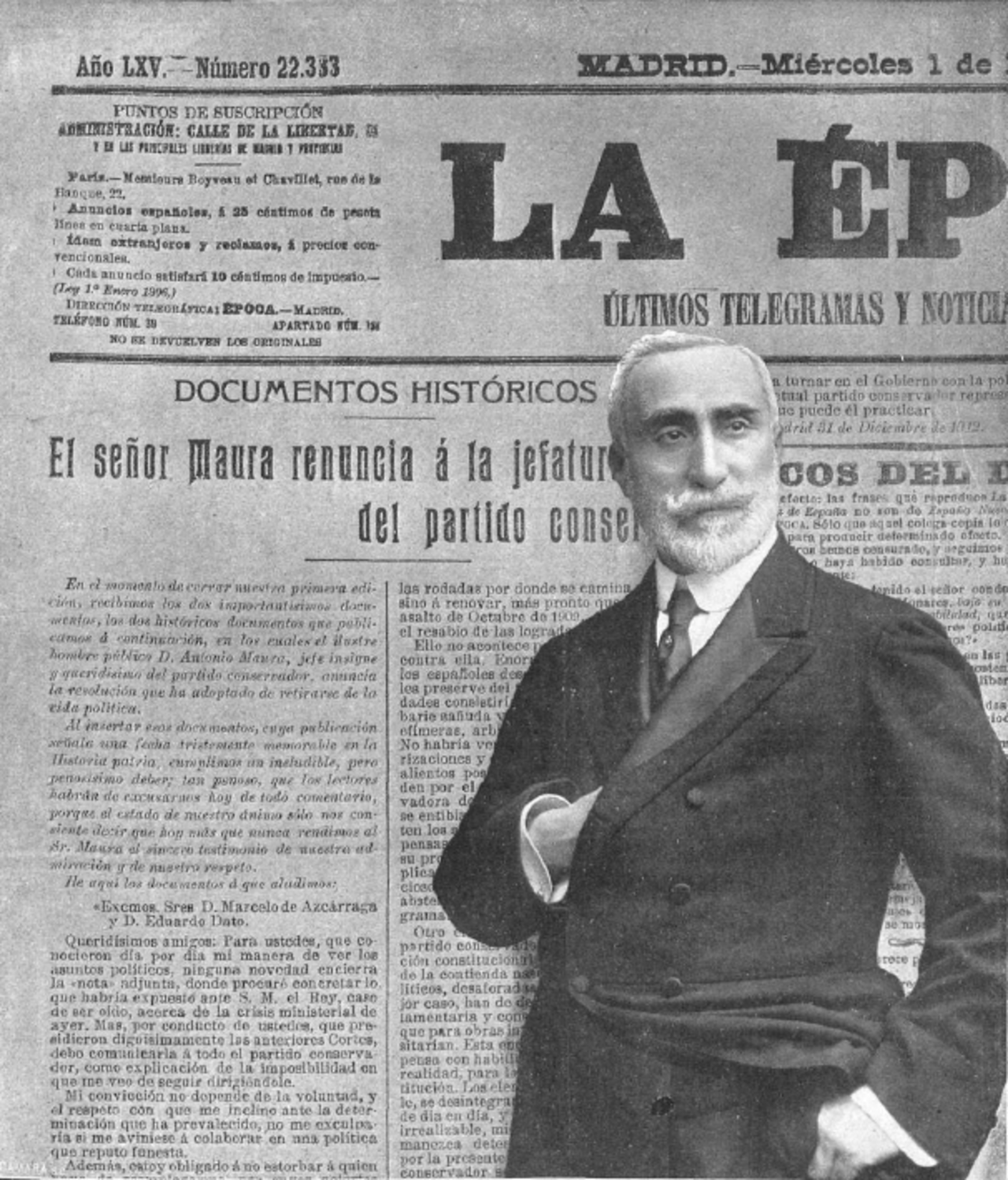
Retrat de Maura, per Kaulak, superposat a la notícia de la seva renúncia com a líder del Partit Conservador

El 1910 va ser víctima per segona vegada d'un intent d'atemptat: el 22 de juliol Manuel Posa Roca, membre de les joventuts del Partit Radical, el va ferir lleument amb arma de foc a Barcelona.
L'1 gener de 1913, amb la formació d'un nou gabinet liberal de Romanones, va renunciar al seu escó de diputat i també a la prefectura del Partit Conservador, encara que, després de peticions de persones properes, no va trigar a tornar; cessaria definitivament l'octubre d'aquest any.
José Sánchez Guerra y Martínez, que havia estat gran amic de Maura, va trencar la relació amb ell el 1913, en negar-se Maura a respectar el torn de partits i assumir el govern. La crisi de 1913 al Partit Conservador va deixar desfeta la formació en diverses faccions. A partir d'aquest període, Maura va tendir a desqualificar als partits polítics com a elements que impedirien la regeneració; i va titllar l'esquerra de «taifa revolucionària» i els liberals de «munt polític».
També el 1913 va ser triat director de la RAE, càrrec pel qual seria reelegit i ostentaria fins a la seva mort. Durant la Primera Guerra Mundial, el 1916, va manifestar el suport a una posició de neutralitat d'Espanya en el conflicte i va adoptar una postura neutral marcadament antialiadòfila.

### Gabinets de concentració (1918-1922)
Encara se'l va reclamar per als governs de concentració nacional el 1918 i 1919 i per al posterior al desastre d'Annual de 1921. Entre el 22 de març i el 9 de novembre de 1918 va ser l'encarregat de liderar un gabinet de govern de concentració amb conservadors, liberals i regionalistes que va integrar importants figures polítiques com Manuel García Prieto, Francesc Cambó, Eduardo Dato o el comte de Romanones —el «Ministeri dels Primats»—, però del que, malgrat generar una «simpatia general», el mateix Maura no es va mostrar convençut. Les desavinences polítiques entre els membres del govern no van fer-se esperar, especialment en la política internacional, sobre quina posició prendre envers Alemanya, que havia torpedinat vaixells mercants espanyols que comerciaven amb els aliats, destruint un 20% del total de la flota i provocant un total de 100 morts. Als vuit mesos el govern va caure en no poder aprovar els pressupostos i la desil·lusió va tornar a inundar el país.
Enmig d'una crisi política i econòmica sense precedents les Eleccions generals espanyoles de 1919 foren convocades per a l'1 de juny, i el partit més votat fou la coalició dels sectors mauristes i ciervistes del Partit Liberal Conservador de Maura. Entre el 15 d'abril i el 20 de juliol de 1919 Maura va exercir de nou com a president d'un gabinet conservador de concentració, una aliança de mauristes i ciervistes; durant aquest període les mesures preses pel govern van contribuir a la deterioració del prestigi dels mauristes, obrint el camí a l'ulterior fraccionament del moviment en faccions. Maura exercí fins al 20 de juliol, quan fou nomenat Joaquín Sánchez de Toca Calvo.
Després de l'assassinat de Dato al març de 1921, va rebutjar la proposat d'Alfons XIII de liderar un nou gabinet de concentració. Tanmateix, aquest mateix any, en el context de crisi del sistema monàrquic i del desastre d'Annual, Maura va acceptar ocupar el càrrec de president del Consell de Ministres per cinquena i última vegada el 15 d'agost de 1921 el gabinet, que va comptar amb Cambó com a ministre d'Hisenda, es va caracteritzar per constituir un intent de reformisme conservador que va tractar de detenir la descomposició del sistema monàrquic, però les propostes de reforma no van prosperar pel rebuig del congrés dels diputats, en el que els grups no van respectar la disciplina de vot que els va dur al poder, i el govern va caure el 8 de març de 1922.

### Dictadura de Primo de Rivera
Encara que es va mostrar a l'agost de 1923 a favor de la possibilitat d'un «cop de força» —el 1923 Maura va ser consultat pel rei i es va mostrar en contra d'una solució absolutista, però possibilista referent a un període transitori de dictadura militar— va aconsellar que no el liderés Alfons XIII.
«Aquest home és boig. Això és la fi de la Monarquia; vindrà una República; després el caos; i després, és clar, els militars.»  
D'acord amb el testimoniatge de Cambó, Maura «va veure amb simpatia l'arribada de la dictadura», encara que va canviar d'opinió després de reunir-se per primera vegada amb el dictador. Segons Shlomo Ben-Ami, malgrat que la major part dels membres del moviment maurista va donar suport en un principi la dictadura de Primo de Rivera, Antoni Maura els va acabar demanant que s'allunyessin dels càrrecs de responsabilitat en el règim en haver-se cerciorat que aquest no constituïa la seva «revolució des de dalt».

### Defunció
Tenia 72 anys quan va morir d'un infart el 13 de desembre de 1925 a Torrelodones; la seva defunció es va produir en les escales del Palau del Canto del Pico durant una visita al comte de Las Almenas.

## Pensament
Maura, que tenia «profundes conviccions jurídiques i religioses» era un catòlic convençut, no va ser no obstant això clerical. És qualificat per Raymond Carr com socialconservador; per a Pedro Carlos González Cuevas sempre va ser un liberal, encara que amb alguns trets conservadors i, «fins i tot», tradicionalistes. Ha estat emmarcat dins de l'anomenat regeneracionisme conservador.
D'acord amb Juan Avilés Farré el punt de partida dels plantejaments polítics de Maura va ser la necessitat de dur a terme la transformació dels partits polítics, deixant enrere el caràcter oligàrquic que van presentar durant els torns de Cánovas del Castillo i Sagasta. El seu pla de «revolució des de dalt» plantejava dur a terme una sèrie de reformes del sistema polític, «dignificant lleis i institucions», que erradicarien el sistema caciquil, l'anomenat «liqüi del caciquisme». Va atacar un suposat caràcter insurreccional de l'esquerra republicana i obrera i va buscar l'agregació de la dreta tradicionalista catòlica al bloc de la dreta liberalconservadora. Segons Javier Moreno Luzón, Maura combinava un profund nacionalisme espanyol amb plantejaments regionalistes. Per a María José González Hernández, el «taló d'Aquil·les» de Maura va ser l'absència d'una anàlisi de la qüestió social que acompanyés als seus projectes de reforma administrativa i institucional. Fernández Almagro va observar a partir de 1909 en Maura una transició a un llenguatge reaccionari.

## El maurisme
Les seves idees van originar el 1913 un cisma en el partit conservador, donant-se lloc a continuació a la formació d'un moviment, el «maurisme», o els «joves mauristes», inspirat també parcialment per l'historiador Gabriel Maura (fill d'Antoni Maura), i que rebria influències de les idees de Charles Maurras —amb qui Maura es cartejava— i Action Française. Maura mai arribaria a prestar el seu suport al vessant més extremista del moviment creat al voltant de la seva figura. Els estrats socials predominants entre els mauristes, la primera Assemblea Nacional del qual es va celebrar el gener de 1914, van ser joves de l'aristocràcia i les classes mitjanes acomodades. De la branca ortodoxa del maurismo s'acabarien escindint al seu torn dues faccions «antagòniques», d'una banda l'encapçalada per Ángel Ossorio y Gallardo, que apostaria pel catolicisme social i la democràcia cristiana, i per l'altre la liderada per Antonio Goicoechea Cosculluela, d'índole antiliberal i autoritària. Alguns d'aquests últims mauristes, com José Calvo Sotelo i el mateix Goicoechea van passar a recolzar Primo de Rivera i finalment participarien en Renovación Española durant la Segona República. José Luis Rodríguez Jiménez apunta que el maurisme va acabar afegint al seu missatge la retòrica de no ser de dretes ni d'esquerres, que identifica com un tret d'una deriva del conservadorisme liberal a l'autoritari.

## Família
Entre els seus germans hi havia Margarita Maura Montaner i Gabriel Maura Montaner. Antonio Maura va tenir deu fills del matrimoni amb Constancia Gamazo; Gabriel va ser un polític i historiador, Miguel un polític, ministre durant la Segona República i Honorio un dramaturg.

## Nota
1. ↑  Antic col·legi jesuïta de Montsió.[3]